# 22167 Lane-Cline
22167 Lane-Cline (2000 WP157) là một tiểu hành tinh vành đai chính được phát hiện ngày 30 tháng 11 năm 2000 bởi Nhóm nghiên cứu tiểu hành tinh gần Trái Đất phòng thí nghiệm Lincoln ở Socorro.